# SNK Europejscy Demokraci
SNK Europejscy Demokraci (cz. SNK Evropští demokraté, SNK ED) – partia polityczna w Czechach o profilu konserwatywno-liberalnym.

## Historia
Partia powstała na początku 2006 w wyniku zjednoczenia się dwóch niewielkich ugrupowań: SNK Związku Niezależnych (cz. SNK sdružení nezávislých), którymi kierował Josef Zieleniec, a także Europejskich Demokratów byłego burmistrza Pragi Jana Kasla. Ścisła współpraca tych organizacji trwała od wyborów europejskich z 2004, kiedy to wspólna lista wyborcza uzyskała 11% głosów i 3 mandaty w PE, które objęli Josef Zieleniec, Jana Hybášková i Tomáš Zatloukal.
Nowa partia przegrała jednak wybory krajowe w roku swojego powstania, otrzymując 2,1% głosów, miała też problemy z finansowaniem swojej działalności. W 2008 Jana Hybášková utworzyła własną formację – Europejską Partię Demokratyczną. Rok później SNK ED poniosło kolejną porażkę wyborczą, tracąc mandaty w PE.
W wyborach parlamentarnych w 2010 trzech przedstawicieli partii dostało się do Izby Poselskiej z ramienia Spraw Publicznych. Jednocześnie w Pradze partia wezwała do głosowania na listę wyborczą KDU-ČSL.